# Ивановка (Красногорский район, Брянская область)
Ивановка — деревня в Красногорском районе Брянской области России. Входит в состав Лотаковского сельского поселения.

## География
Деревня находится в западной части Брянской области, в зоне хвойно-широколиственных лесов, в пределах восточной окраины Полесской низменности, на берегах реки Прусень, вблизи места впадения её в реку Палуж, при автодороге 15К-1505, на расстоянии примерно 9 километров (по прямой) к северо-северо-западу от посёлка городского типа Красная Гора, административного центра района. Абсолютная высота — 138 метров над уровнем моря.

### Климат
Климат характеризуется как умеренно континентальный. Среднегодовая многолетняя температура воздуха составляет 10 °С. Средняя температура воздуха самого тёплого месяца (июля) — 23,9 °C (абсолютный максимум — 32 °C); самого холодного (января) — −3,8 °C (абсолютный минимум — −25 °C). Безморозный период длится в среднем 170—190 дней. Среднегодовое количество атмосферных осадков составляет 550—600 мм.

### Часовой пояс
Деревня Ивановка, как и вся Брянская область, находится в часовой зоне МСК (московское время). Смещение применяемого времени относительно UTC составляет +3:00.

## История
Ивановка (устаревшее Конончуковка, Кременчуковка) основана генеральным хорунжим Николаем Ханенко в середине XVIII века как слобода, на месте хутора Александра Конончука (отсюда первоначальное название). Бывшее владение Ханенко (казачьего населения не имела). До 1781 входила в Новоместскую сотню Стародубского полка, с 1782 по 1921 в Суражском уезде (с 1861 - в составе Лотаковской волости); в 1921-1929 в Клинцовском уезде (Лотаковская, с 1924 Заборская волость), с 1929 в Красногорском районе. 
С 1919 до 1930-х годов - центр Ивановского сельсовета. 
В середине XX века - колхоз имени Сталина. 

## Население
| 2010 | 2013 |
| ---- | ---- |
| 22   | ↘13  |

### Национальный состав
860 человек (892), в национальной структуре населения русские составляли 100 % из 70 человек (2002).